# ألفريد شافر
ألفريد شافر (بالمجرية: Schaffer Alfréd)‏ (مواليد 13 فبراير 1893) هو لاعب كرة قدم. يلعب مع منتخب المجر لكرة القدم. سبق له أن لعب في كأس العالم لكرة القدم مع منتخب بلاده.

## روابط خارجية
- ألفريد شافر على موقع قاعدة بيانات كرة القدم.إي يو (الإنجليزية)
- ألفريد شافر على موقع ناشيونال فوتبول تيمز (الإنجليزية)
- ألفريد شافر على موقع عالم كرة القدم.نت (الإنجليزية)